# 광동십삼행
광동십삼행(중국어: 廣東十三行, 영어: Thirteen Factories, Canton Factories) 또는 광동십삼공행(중국어: 廣東十三公行)은 1684년부터 1856년까지 청(淸)대 광동성(廣東省) 광주부(廣州府) 남서부의 주강(珠江)을 따라 발달한 무역지구를 말하며, 현재의 리완구(荔灣區) 부근을 말한다. 1757년부터 1842년까지 서구 국가들의 상업 유통이 이 지역에서 주로 이루어졌다. 1822년에는 화재로 한 차례 파괴되었다가, 1841년에는 제1차 아편 전쟁으로, 1856년에는 제2차 아편 전쟁으로 다시금 파괴된다. 이후 전쟁의 강화조약으로 여러 개의 개항장이 설치됨에 따라 이전에 난징 조약으로 나타난 광동 체제는 그 위세를 잃어간다. 1856년에 전쟁으로 파괴된 이후 재건되는 일은 없었으며, 광저우 서부의 교외에 있는 하이주구(海珠區)에 새로운 무역 지구가 생겨난다. 광동십삼행이 위치했던 구역은 현재 광저우문화공원이 되었다.

## 역사
중국은 명(明)대부터 해금령(海禁令)으로 외국과의 무역을 엄격하게 제한하였다. 이후 1684년 청나라의 강희제는 특별히 광동(廣東) 즉 광주(廣州), 하문(廈門), 영파(寧波), 상해(上海) 송강(淞江)에서 외국인들이 무역을 할 수 있도록 해금정책을 폐지한다. 이 중 광동의 경우 처음에는 계절풍으로 인해 6월에서 9월 사이에만 무역선들이 머물다가, 이후 11월에서 2월까지는 고향으로 돌아가는 방식의 무역이 이루어졌다. 특히 광주부 파주(琶洲) 근처에 무역선들이 정박하여 무역하였는데, 그 영향으로 서양에서는 현대까지 당시의 지명인 황포(黃浦)를 음차하여 왐포아(Whampoa)라 부른다. 서구 상인들은 이후 중국의 상인 조합인 공행과 함께 공조하며 광동십삼행 지역을 사용하게 된다. 정부의 감시를 피해 민간인들의 무역도 이루어졌다. 특히 당시 무역관의 관리들은 동인도 회사와 은밀하게 무역을 하는 등 대규모로 부를 축적하기도 하였다.
1686년에는 상관(商館)을 대여할 자격이 부여되어 더 이상 매일같이 파주와 도심을 오가지 않아도 되었다. 대부분의 경우 화물관리인과 회계관리원들은 상관에, 일부 호위원들을 제외한 승무원들은 배에 남아있고, 선장이 배와 창고 사이를 나룻배로 오가는 방식으로 무역선이 운영되었다. 매판들은 상관을 구입하고 관리인들을 고용하였는데, 이따금씩 화물관리인들이 노예를 공급해주기도 했다. 여인들은 삼판에 올라타 파주에 정박한 배 근처에서 빨래를 해주거나 아니면 다른 소일거리들을 승무원들에게 받아서 생계를 꾸려나가기도 했다.
출발하기 몇 주 전부터 선원들은 몇 명의 선원들의 보호를 받으며 각각 며칠씩 교대로 상관을 찾았다. 처음에는 화물관리인들이 배와 함께 왔다가 떠났지만, 18세기 중반쯤 되어서는 기업들이 일년 내내 상관을 대여하기 시작하였다. 이에 따라 화물관리인들은 배가 떠나있는 동안에도 사업을 수행하기 위해 회사에서 타고 온 배보다 몇 주 더 머무르다가 마카오에서 다음 배를 기다려야만 했다. 1760년대가 되자 동인도 회사는 모두 마카오에 영구적으로 파견한 화물관리인들과 상관을 소유하게 되었다.
1750년대 중반이 되자 동인도 회사는 영파가 차와 비단 생산지와 더 가까우며, 가격도 더 저렴하게 먹힌다는 사실을 알게 되었다. 이에 따라 서양 무역상들이 영파로 거처를 옮길 것을 우려한 황실은 영파의 이점을 무력화시키는 등 광동을 지키기 위해 노력하였으나 무위로 돌아가고, 결국 건륭제는 1757년에 광동을 제외한 모든 항구를 폐쇄하는 명령을 내린다. 이후 공행은 담합하여 서구 상인들에게 막대한 수수료를 매기기 시작하는데, 당시 무역상들은 통역을 위해 언어학자를 동행했음에도 불구하고 중국어를 배우지 못하도록 하는 중국의 정책에 의해 공행 독자적인 관계를 이어나갈 수 밖에 없었다. 1748년에 8개였던 상관은 1770년까지 17개로 늘어나 1822년의 대화재까지 그 수가 늘지 못하고 유지되었다.
1757년에 광동을 제외한 모든 항구가 폐쇄된 이후 광둥성의 월해관(粵海關) 감독이 행회(行會)를 관리하게 되었다. 행회는 외국 상인과 거래하는 청국 상인 또는 상인집단을 가리키며, 줄여서 행(行)이라 불렀다. 특히 월해관 감독은 자신의 대리인으로 관허행회, 즉 공행(公行)으로 13개를 두어 서양인과 교역할 수 있는 특권을 주었고, 이를 십삼공행(광동십삼행)이라고 불렀다.
이후 필리핀을 경유하면 계절풍에 영향받지 않고 일년 내내 광동에 갈 수 있다는 사실이 밝혀진다. 이에 따라 기존의 수개월간 체류해야 하는 대형 무역선뿐 아니라 몇 주간 무역을 하고 출항하는 소규모의 무역방식도 가능해지게 되고, 동인도 회사들은 일년 내내 무역선을 보내기 시작했다. 1780년대에는 스페인 역시 마닐라에서 무역선을 띄우기 시작했는데, 1788년에는 기존의 마닐라 갤리온 방식을 내려놓고 다른 서구 국가들과 마찬가지로 상관을 영구적으로 대여하는 방식의 무역을 시작한다.
1793년에는 조지 3세가 조지 매카트니를 파견하여 중국 북부의 항을 개항해줄 것을 요청하나, 매카트니가 알현시에 고두하기를 거부하는 결례를 저질러서 건륭제는 이를 거절한다. 이후 1816년에 윌리엄 암허스트하의 대사관도 같은 요청을 하나 허락되지 않았다. 당시 영국과 유럽에서는 차의 소비량뿐 아니라 비단과 도자기의 수요가 꾸준히 증가하여 금화의 유출이 계속 일어났고, 결국 아편을 공급하기 시작함으로써 이를 메꾸기 시작하였다.
양광총독 임칙서는 아편의 무역을 엄격히 금지했는데, 이는 이후 1839년에 제1차 아편 전쟁이 일어나는 계기가 된다. 전쟁 전 그해 3월 22일 임칙서는 아편상인들을 광동십삼행에 감금하였다. 아편전쟁으로 광동십삼행의 상관들이 많이 불타 없어진다. 1842년에는 난징 조약으로 인해 중국은 상해, 영파, 하문, 복주의 항구를 추가로 영국에 개방하게 된다. 광동성 내부도 명목상으로는 외국인들에게 개방이 되었지만, 실제로는 총독이 여러 가지 구실을 대며 외국인들이 들어오는 것을 억제하였다. 기존의 자리에 상관이 다시 세워지게 되지만, 다른 항구들이 개항됨에 따라 그 입지는 예전만 못하였고, 결국 제2차 아편 전쟁 이후에는 다시 재건되지 못하였다.

## 같이 보기
- 광동 체제
- 데지마
- 중화인민공화국의 경제

## 주해
1. ↑  한국한자음에서 行은 무역지구나 동업조합 등을 뜻할 때는 항으로 읽는 게 맞다. 다만 오늘날 은항(銀行)을 더 이상 은항으로 부르지 않고 은행(銀行)으로 부르듯이, 광동십삼항도 광동십삼행으로 바꾸어 표기한다.
2. ↑  도쿠가와 막부 시기 일본인들은 절강성(浙江省) 사포(乍浦)에 건너와서 계속 교역을 이어나갔으며, 러시아 제국은 중국과 국경을 맞대었기에 일차적으로는 북경에서, 이차적으로는 캬흐타에서 중국과 교역을 이어나갔다.

## 참고 문헌
- Basu, Dilip K (November 2014), 〈Chinese Xenology and the Opium War: Reflections on Sinocentrism〉, 《The Journal of Asian Studies》 73 (4), 927–40쪽.
- Downs, Jacques M. (1997). 《The Golden Ghetto: The American Commercial Community at Canton and the Shaping of American China Policy, 1784-1844》. Bethlehem, PA: Lehigh University Press; reprinted, Hong Kong University Press, 2014. ISBN 0934223351.
- Gong Yibing (August 2006), 《The Circulation of Foreign Silver Coins in Southern Coastal Provinces of China 1790-1890》, Hong Kong: University of Hong Kong.
- Key, J.D.;  외. (May 1986), 〈Hog Lane Surgery (Ophthalmic Hospital, Canton, China)〉, 《Minn Med.》 2 (6027), 98–100쪽, doi:10.1136/bmj.2.6027.98, PMC 1687792, PMID 6111.
- Kjellberg, Sven T. (1975), 《Svenska Ostindiska Compagnierna 1731–1813: Kryddor, Te, Porslin, Siden [The Swedish East India Company 1731–1813: Spice, Tea, Porcelain, Silk]》 2판, Malmö: Allhem, ISBN 91-7004-058-3, 2014년 9월 24일에 확인함. (스웨덴어)
- Napier, Priscilla (1995), 《Barbarian Eye》, London: Brassey's, 58쪽.
- Perdue, Peter C. (2011). “Rise & Fall of the Canton Trade System”. 《MIT Visualising Cultures》 2014.
- Roberts, Edmund (1837), 《Embassy to the Eastern Courts of Cochin-China, Siam, and Muscat in the U.S. Sloop-of-war Peacock》, Harper & Brothers, ISBN 9780608404066.
- Tamura, Eileen (1998), 《China: Understanding its Past》, University of Hawaii, ISBN 0-8248-1923-3.
- Van Dyke, Paul A.; Mok, Maria Kar-wing (2015), 《Images of the Canton Factories 1760–1822: Reading History in Art》 (PDF), Hong Kong: Hong Kong University Press, ISBN 9789888208555.